# Klein Poelgeest
Klein Poelgeest was een kasteel in het Nederlandse dorp Koudekerk aan den Rijn, provincie Zuid-Holland.

## Geschiedenis
Jan van Poelgeest bouwde in de 14e eeuw Klein Poelgeest. Hij was de broer van Gerrit, die het nabijgelegen kasteel Groot Poelgeest bezat. In 1386 droeg Jan het kasteel Klein Poelgeest op aan de Hollandse graaf Willem.
Albrecht van Beieren bezocht het kasteel enkele malen. Waarschijnlijk heeft hij hier ook zijn latere minnares Aleid van Poelgeest, dochter van Jan, ontmoet. Aleid is mogelijk zelfs geboren op Klein Poelgeest.
Na het overlijden van Jan in 1390 erfde zijn minderjarige zoon Gerrit het kasteel. Dirk van Poelgeest werd zijn voogd en het kasteel werd tijdelijk een leen van Groot Poelgeest.

### Hoekse en Kabeljauwse twisten
In 1420 is Klein Poelgeest waarschijnlijk verwoest tijdens de Hoekse en Kabeljauwse twisten. De familie Van Poelgeest stond namelijk aan de zijde van Jacoba van Beieren en was dus onderdeel van de Hoekse partij. Toen Jacoba's rivaal Jan van Beieren optrok naar Leiden verwoestte hij onderweg diverse Hoekse kastelen, waaronder Klein Poelgeest.
Het kasteel werd hierna weer herbouwd, maar eigenaar Jan van Poelgeest was voortaan vooral te vinden op het Warmondse kasteel Oud Teylingen.

### Wisselingen van eigenaren
In 1507 overleed Adriaan van Poelgeest, de zoon van Jan. Hij was kinderloos gebleven en liet Klein Poelgeest na aan zijn neef Gerrit van Hoogwoud. Deze familie bleef eigenaar tot 1591.
Na de familie Van Hoogwoud wisselde het kasteel regelmatig van eigenaar. Een van hen was Sara Tromp, kleindochter van Maarten Harpertz. Tromp.
De laatste bewoner was Louis Trip de Marez, die het huis in 1743 had gekocht. Na zijn overlijden in 1773 kwam Klein Poelgeest leeg te staan.

### Afbraak
In 1832 kocht Arie Metselaar het kasteel aan en hij liet het al snel afbreken. De gronden rondom het kasteel waren in eigendom van de stad Leiden, die alles in 1845 verkochten aan de steenbakkers H. en J. Snel uit Leiderdorp. De gronden werden door hen afgekleid ten behoeve van de productie van bakstenen. Het bouwhuis is na 1845 gesloopt.
In 1988 zijn de restanten van het kasteel archeologisch onderzocht en geconsolideerd. De contouren van het kasteel en de grachten zijn in het plantsoen aangegeven.

## Beschrijving
Het kasteel is in fasen gebouwd. Het oudste deel dateert uit de periode van vóór 1386, maar bij opgravingen zijn hier weinig resten van teruggevonden: de gracht, een waterput, aardewerk en enkele losse bouwfragmenten. Waarschijnlijk is het slot in 1420 verwoest en nog vóór 1429 weer herbouwd. Uit deze fase zijn vele restanten aangetroffen.
De oudste afbeelding dateert uit 1565 en laat een rechthoekig middendeel zien met een torentje en zijvleugel aan de oostzijde. Een kaart uit 1661 toont een nieuwe westvleugel. Een afbeelding uit 1730 toont een omgracht gebouw met een 17e-eeuws uiterlijk.
Het kasteel was in de 18e eeuw omgeven door een park met lanen, boomgaarden en waterpartijen. Verder behoorden weilanden en akkers tot de bezittingen van het kasteel. Naast het kasteel stond een bouwhuis.

## Nicolaas Beets
De dichter Nicolaas Beets heeft in zijn gedicht Guy de Vlaming een lokale legende over Klein Poelgeest verwerkt. Eind 16e eeuw zou Guy de Vlaming met zijn vrouw het slot hebben bewoond. In een opwelling stak Guy zijn vrouw dood, waarna haar levenloze lichaam is verdwenen. Haar geest zou ’s nachts nog rondwaren. Wellicht is het verhaal ontstaan na het aantreffen van de resten van een jonge vrouw in de slotgracht.

## Afbeeldingen

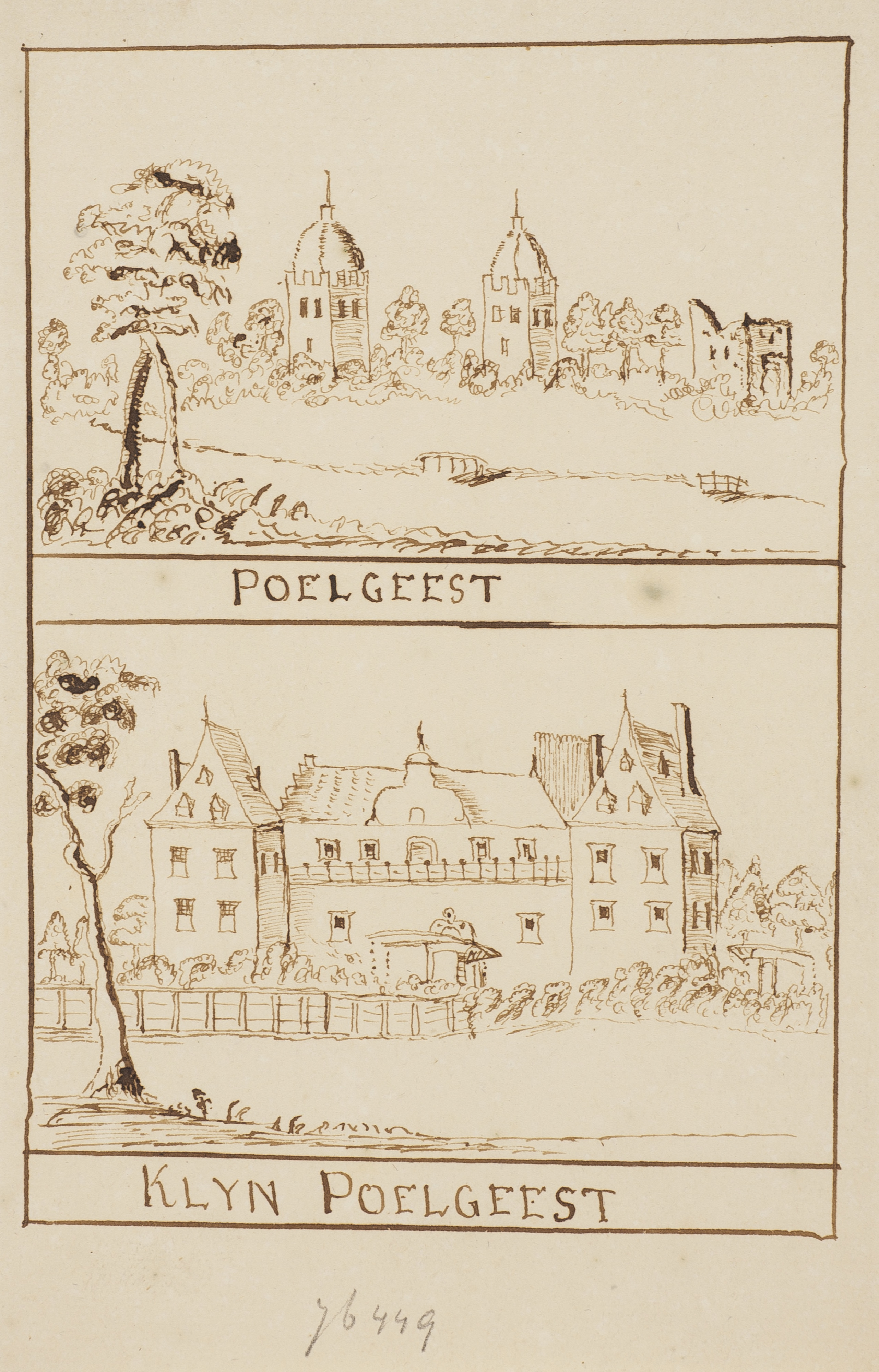
Groot en Klein Poelgeest, rond 1700
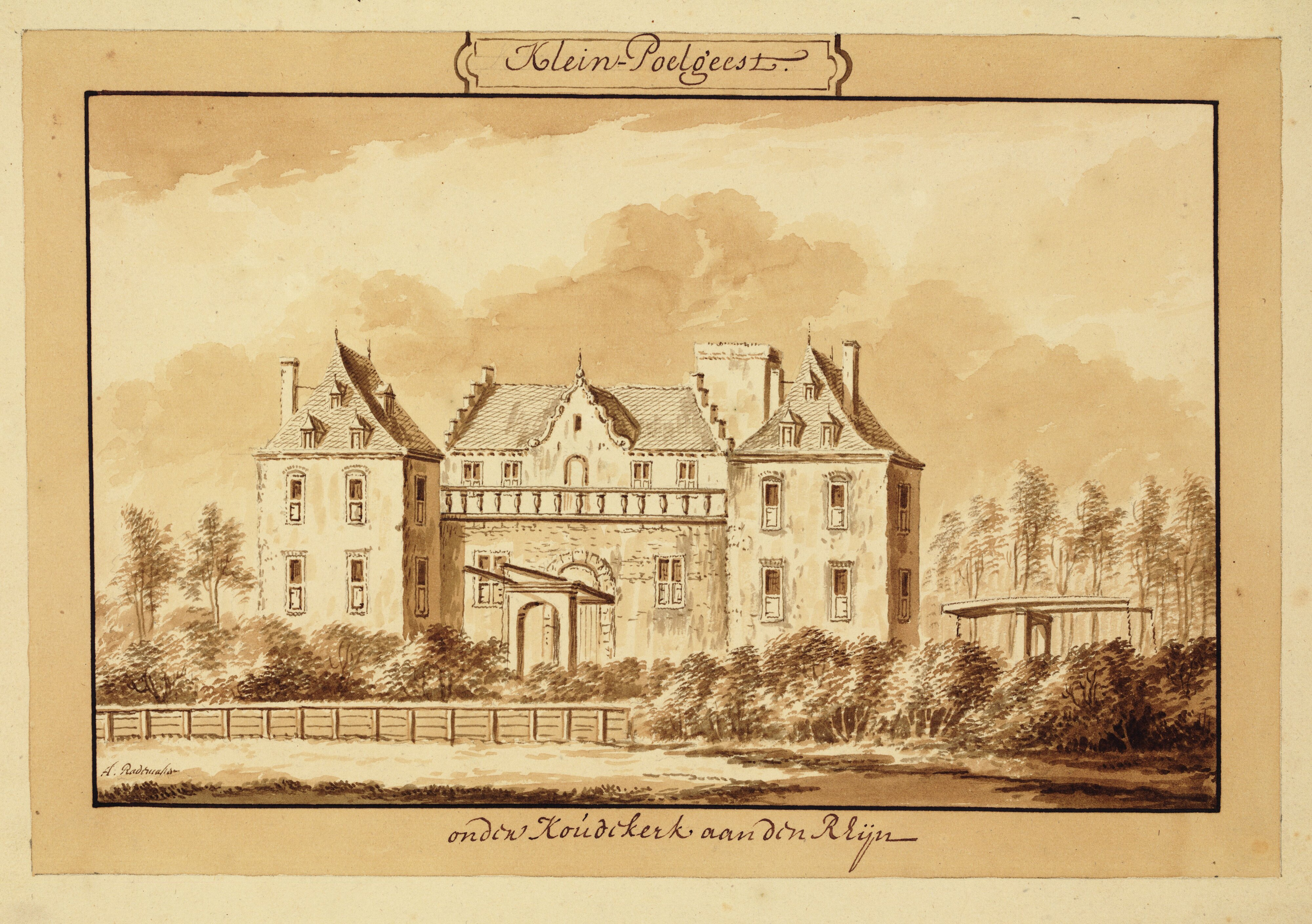
'Klein-Poelgeest', door Abaham Rademaker (18e eeuw)
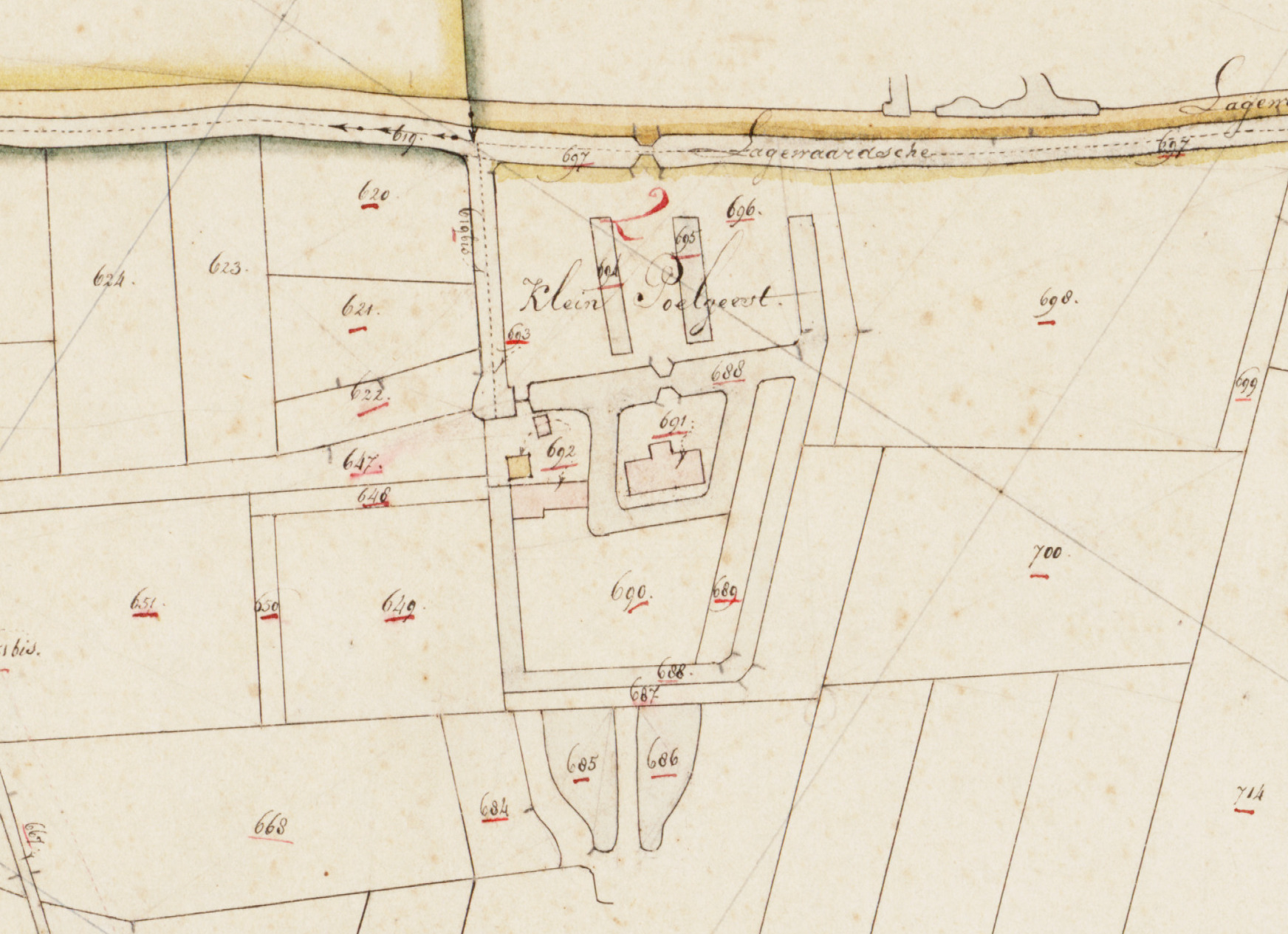
Kadastrale kaart van 1832
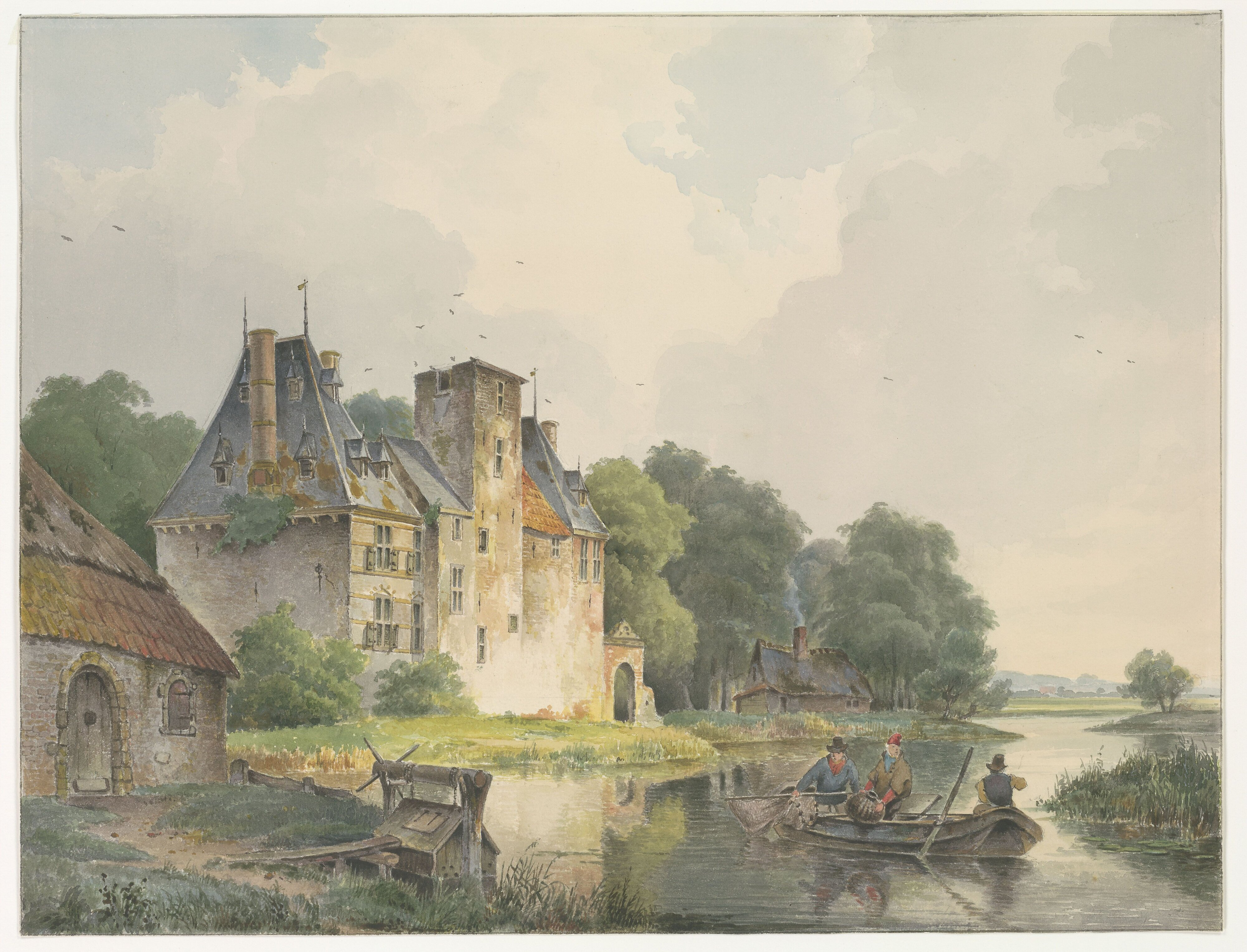
Klein Poelgeest in vervallen toestand (19e eeuw)
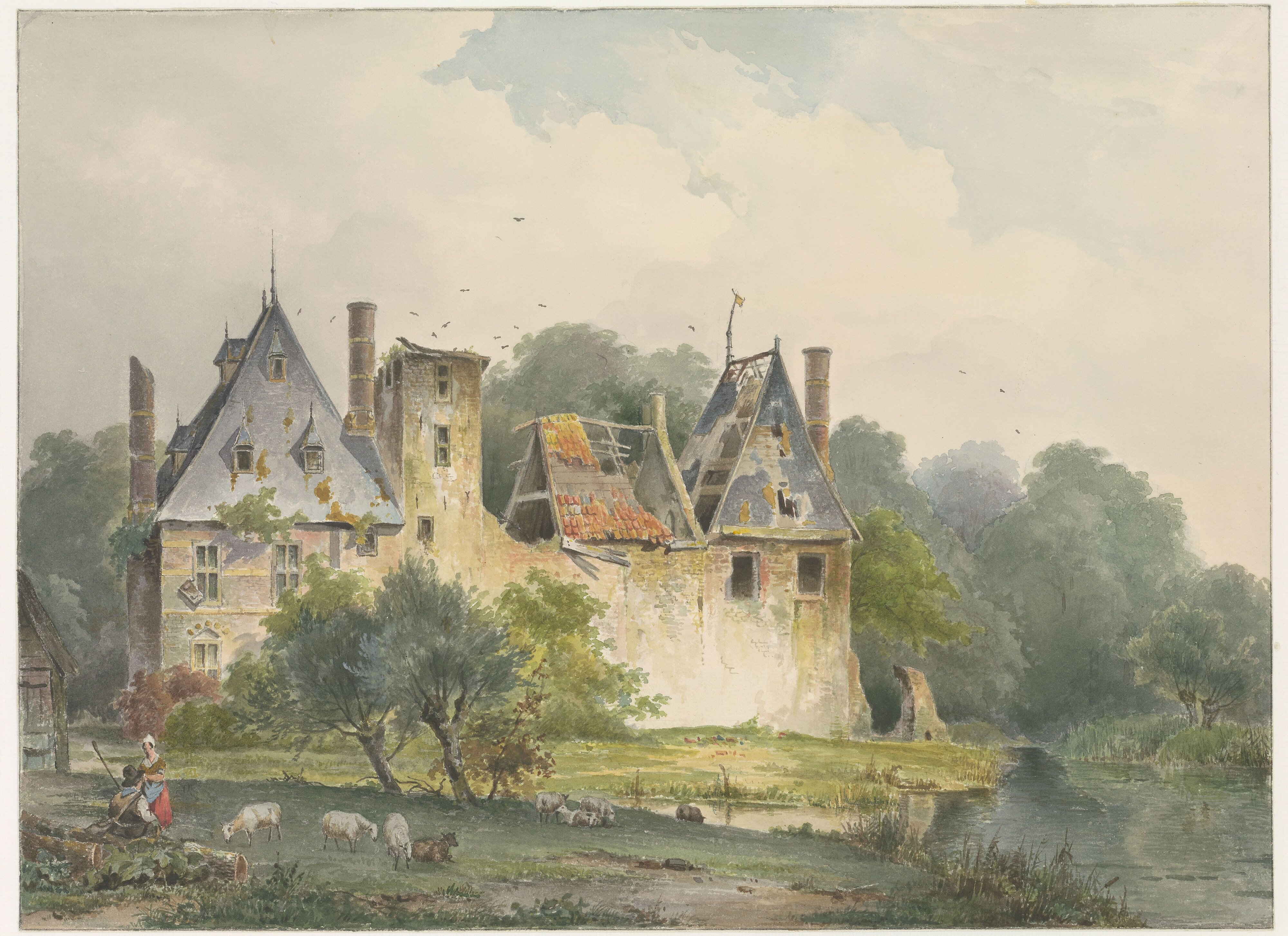
Klein Poelgeest in vervallen toestand (19e eeuw)

Abbenbroek · Abspoel · Adegeest · Slot Alkemade ·  Altena · Arkelsburg · Bellesteyn · Huis ten Berghe · Binckhorst · Binnenhof · Blijdestein · Te Blotinghe · Boekenburg · Boekhorst · Boshuysen · Bulgersteyn · Burcht (Leiden) · Burcht (Voorne) · Slot Capelle · Coebel · Cranenburg · Crayestein · Cronesteyn · Crooswijk · Develstein · 't Huys Dever · Dirks Steenhuis · Ter Does · Duivenstein · Duivenvoorde · Endegeest · Endepoel · Foreest · Giessenburg · Gravensteen · Groot Haesebroek · 's Heeraartsberg · Hof van Wateringen · Holy · Slot Honingen · Kasteel van de Heren van Arkel · Kasteel van Gouda · Keenenburg · Kasteel Keukenhof · Klein Poelgeest · Huis te Langerak · Langestein · Huis te Liesveld · Ter Lips · De Loo · Madeburcht · Marenburch · Meerburg · Huis te Merwede · Huis ter Mey · Kasteel van der Meye · Niemandsvriend · Noordeloos · Oud-Berendrecht · Oud-Poelgeest · Oud Teylingen · Paddenpoel · Persijn · Groot Poelgeest · Hof van Putten · Puttensteyn · Landgoed De Raephorst · Kasteel Ravesteyn · Kasteel van Rhoon · Rijnegom · Rijnenburg · Huis te Riviere · Rodenburg · Hofstad Rodenrijs · Rodenrijs · Rosenburgh · Huis Roucoop · Santhorst · Schelluinderberg · Schonenburg · Kasteel van Schoonhoven · Souburgh · Spangen · Starrenburg · Huis ter Specke · Steenvoorde · Stenevelt · Slot Teylingen · Den Toll · Torenvliet · Slot Valckesteyn · Huis ter Waard · Warmont · Ter Weer · Hof van Wena · Kasteel Westerbeek · Huis te Woude · Kasteel van IJsselmonde · 't Zand · Huis Zevender · Kasteel aan de Zevender · Zijlhof · Zonneveld · Huis Zuidwijk · Zwieten